# آی‌تامغا (شهرستان نوکت)
آی‌تامغا (به قرقیزی: Ай-Тамга، اي تامعا) یک روستا در قرقیزستان است که در شهرستان نوکت واقع شده‌است. آی‌تامغا ۲٬۴۶۷ نفر جمعیت دارد.